# スラヴ舞曲
『スラヴ舞曲集』（スラヴぶきょくしゅう、チェコ語: Slovanské tance）は、アントニン・ドヴォルザークが作曲した舞曲集。元はピアノ連弾のために書かれたが、作曲者自身によって全曲が管弦楽編曲された。
何れも8曲からなる第1集作品46（B83）と第2集作品72（B147）が存在する。

## 第1集 作品46 (B83)

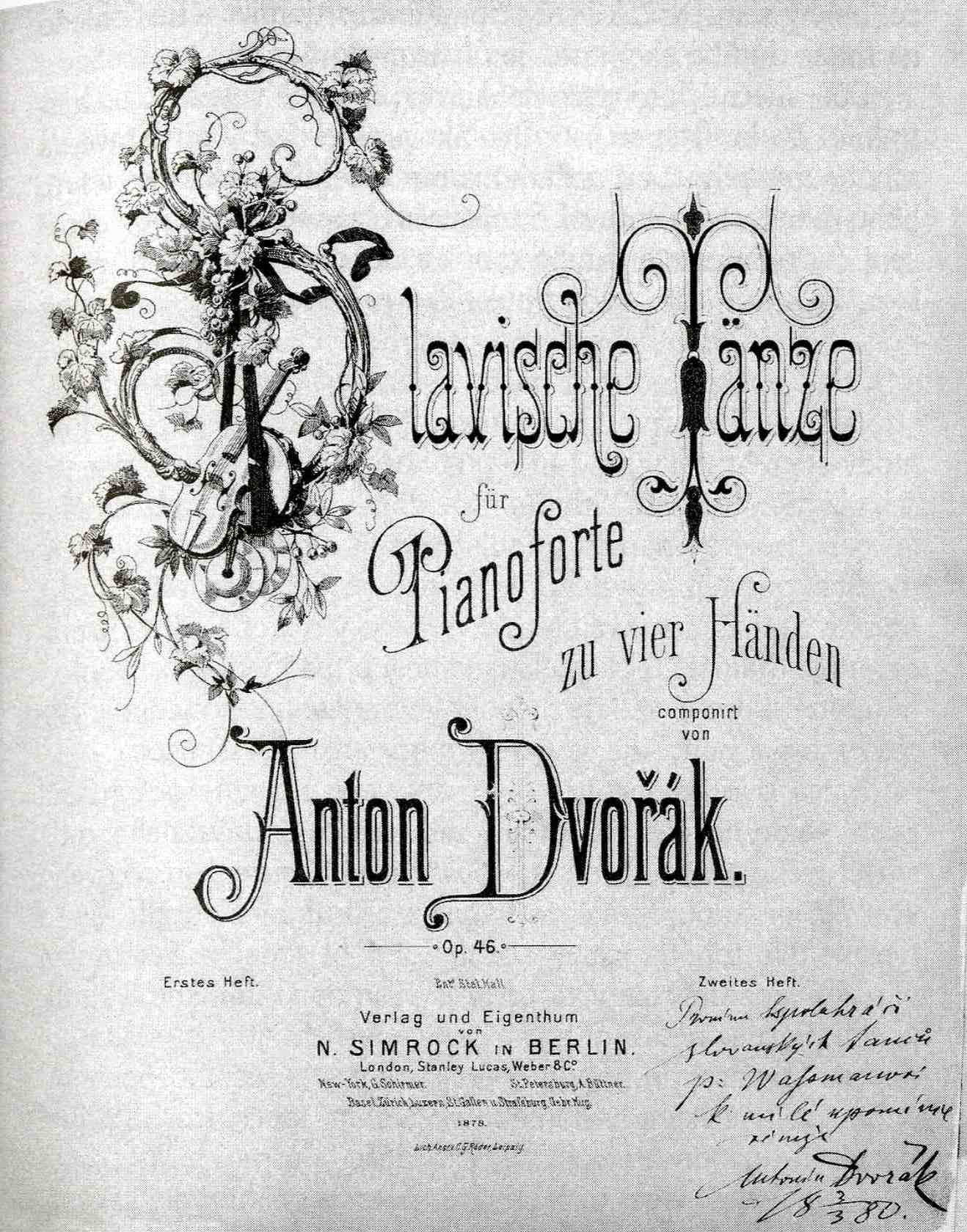
第1集（作品46）初版の楽譜表紙

ドヴォルザークは1875年にオーストリア帝国政府の奨学金の審査で提出作品が認められ、以後その支給を受けて乏しい収入を補っていた。その審査員の中にはハンスリックやブラームスがいたが、特にブラームスはドヴォルザークの才能を高く評価し、出版社、ジムロックにドヴォルザークを紹介した。ブラームスは以後も生涯にわたってドヴォルザークを支援していくことになった。
ジムロック社は、ブラームスの『ハンガリー舞曲集』の成功を受けて、ドヴォルザークにもこうした舞曲集の作曲を要望した。それに応えて1878年3月から5月にかけて作曲されたのが、8曲からなる『スラヴ舞曲集』（第1集）作品46である。最初に『ハンガリー舞曲集』と同様にピアノ連弾曲集として出版され、ただちに人気を博した。ドヴォルザークは同年4月には管弦楽編曲に着手しており、8月に全8曲の編曲が完成した。これも同年のうちに出版され、たちまち世界中のオーケストラのレパートリーとなった。
連弾版の初演については明らかでない。管弦楽版は第1、3、4番が1878年5月16日にプラハでアドルフ・チェフの指揮により行われている。
第1集ではボヘミアの代表的な舞曲であるフリアント、ソウセツカー、スコチナーなどが取り上げられている。ドヴォルザークは民族舞曲のリズムや特徴を生かしつつも、旋律は独自に作曲している。

### 管弦楽版の編成
ピッコロ（第1、3、6、7、8番のみ）、フルート（第2、3、4、5番では2本、第2、5番は第2奏者ピッコロ持ち替え）、オーボエ2、クラリネット2、ファゴット2、ホルン4、トランペット2、トロンボーン3、ティンパニ、シンバル、トライアングル、大太鼓、弦五部

### 演奏時間
第1番：約4分、第2番：約5分、第3番：約4分、第4番：約7分、第5番：約3分、第6番：約6分、第7番：約4分、第8番：約4分

### 各曲の内容
- 第1番　プレスト　ハ長調　4分の3拍子。フリアント、複合三部形式。
- 第2番　アレグレット・スケルツァンド　ホ短調　4分の2拍子。ロンド風のドゥムカ。
- 第3番　ポーコ・アレグロ　変イ長調　2分の2拍子。ロンド風、ポルカ風の曲。
- 第4番　テンポ・ディ・ミヌエット　ヘ長調　4分の3拍子。ソウセツカー風、複合三部形式。
- 第5番　アレグロ・ヴィヴァーチェ　イ長調　4分の2拍子。スコチナーとヴルタークによるロンド形式。
- 第6番　アレグレット・スケルツァンド　ニ長調　4分の3拍子。ソウセツカー、複合三部形式。
- 第7番　アレグロ・アッサイ　ハ短調　4分の2拍子。テトカ（モラヴィアの舞曲）、クヴァピーク（チェコの舞曲）などの組み合わせ、自由なロンド形式。
- 第8番　プレスト　ト短調　4分の3拍子。フリアント、複合三部形式。

## 第2集 作品72 (B147)
第1集が成功したため、ジムロック社は次なる舞曲集の作曲を早くからドヴォルザークに要望していた。ドヴォルザークはすでに作曲家としての名声を確立し、次々と大作を手掛けつつあり、また前作をしのぐものを書くことは難しいと思っていて、その作曲には当初は消極的だった。しかし、1886年6月になって突然創作意欲が湧き、1ヶ月でピアノ連弾版の全8曲を完成した。これが『スラヴ舞曲集』第2集 作品72である。管弦楽編曲も同年11月から翌1887年1月にかけて行われ、両版ともそれぞれの完成の年に出版された。
第2集も連弾版の初演については明らかでない。管弦楽版は第1、2、7番が1887年1月6日にプラハでドヴォルザーク自身の指揮により行われている。
第2集ではチェコの舞曲は少数にとどめ、他のスラヴ地域の舞曲を取り入れているのが特色である。特に第2番は管弦楽版が時折TV番組やCMにも取り上げられるなど、有名である。NHKの音楽番組「名曲アルバム」の初回放送（1976年4月5日）も、この第2番が取り上げられた。
なお、各曲は第2集だけの通し番号で呼ばれることもあるが、第1集からの通し番号で呼ばれることが多い。本項では前者を採るが、後者の場合には順に第9番から第16番となる。

### 管弦楽版の編成
ピッコロ（第7番のみ）、フルート2（第7番のみ1本、第6番は第2奏者ピッコロ持ち替え）、オーボエ2、クラリネット2、ファゴット2、ホルン4、トランペット2、トロンボーン3、ティンパニ、シンバル（第1、3、5、7番のみ）、トライアングル（同）、大太鼓（同）、ベル（第8番のみ）、弦五部

### 演奏時間
第1番：約4分、第2番：約6分、第3番：約4分、第4番：約5分、第5番：約3分、第6番：約4分、第7番：約3分、第8番：約7分

### 各曲の内容
- 第1番　モルト・ヴィヴァーチェ　ロ長調　4分の2拍子。オドゼメック（スロヴァキア舞曲）、複合三部形式。
- 第2番　アレグレット・グラツィオーソ　ホ短調　8分の3拍子。ドゥムカまたはソウセツカー、複合三部形式。
- 第3番　アレグロ　ヘ長調　4分の2拍子。チェコ風の舞曲、複合三部形式。

- 第4番　アレグレット・グラツィオーソ　変ニ長調　8分の3拍子。ウクライナ風のドゥムカ、複合三部形式。
- 第5番　ポーコ・アダージョ　変ロ短調　8分の4拍子。シュパツィールカ、複合二部形式。
- 第6番　モデラート・クアジ・ミヌエット　変ロ長調　4分の3拍子。スタロダーヴニ（ポロネーズに似たポーランドの舞曲）、複合三部形式。
- 第7番　アレグロ・ヴィヴァーチェ　ハ長調　4分の2拍子。コロ（クロアチアの舞曲）、複合三部形式。
- 第8番　グラツィオーソ・エ・レント、マ・ノン・トロッポ、クアジ・テンポ・ディ・ヴァルセ　変イ長調　4分の3拍子。ソウセツカーにマズルカの要素を加味、三部形式。